# Ангел Букорештлієв
Ангел Букорештлієв (болг. Ангел Букорещлиев); нар. 31 січня 1870, Плевня — пом. 3 січня 1950, Пловдив — болгарський композитор.

## Біографія
Народився 31 січня 1870 в селі Плевня. У 1890 закінчив школу мистецтв у Празі. У 1894 оселився в Пловдиві та став учителем в гімназії «Князь Олександр I».
Букорештлієв — перший концертний виконавець на фортепіано в Болгарії. У 1896 він заснував Пловдивську школу вокалу та керував нею понад 50 років. У 1921 відкрилася приватна музична школа «Native Song» і Букорештлієв став її першим директором.
У період 1891–1898 провів кілька експедицій і записав понад 2500 пісень Родопіте, Середньогір'я та Македонії. Опублікував їх під назвою «Среднородопски песни» в колекції фольклору та етнографії.